# Salamon Hugó
Salamon Hugó (Tatabánya, 1954. június 25. –) művészeti és tervezési szakmenedzser, szervezetfejlesztési tanácsadó.

## Szakmai életút
Az Esztergomi Tanítóképző Főiskola tanító-népművelő szakán, később az ELTE Bölcsészettudományi Karán népművelés szakon végzett, majd a Magyar Iparművészeti Főiskola művészeti és tervezési szakmenedzser szakán is diplomát szerzett.
Az érettségi után - 1972-től, nyomdaipari tanulóként - három évet töltött a Tatabányai Lapnyomdában, kéziszedőként.
Pályája kezdetén a Komárom Megyei Állami Építőipari Vállalat (KOMÉP) Bokányi Dezső Művelődési és Oktatási Központjának vezetésére kérték fel, ahol a klasszikus népművelésen túl mintaértékű országos programokat hozott létre.
1987-ben került A Vértes Agorája jogelődje, A Közművelődés Háza élére igazgatóként. Az intézmény akkor városi és megyei hatókörű közművelődési szervezetként működött, amelynek struktúráját átalakította, színt hozva a város és a megye kulturális és közösségi életébe. Az akkori kor szellemiségének hátat fordítva innovatív megoldásokat keresett az intézmény fellendítésére. A Közművelődés Háza országosan is a figyelem középpontjába került mozgalmas kulturális életével. Így, 1988-ban elnyerte a Művelődési Minisztérium „leginnovatívabb művelődési intézmények” fődíját. A Közművelődés Házából indult útjára a város színháza, újságja, rádiója, CD- és könyvkiadása (olyan könyvekkel, mint pl. Bereményi Géza: Dalok Cseh Tamás zenéjére). A Radír Rádió munkájában szerkesztő-műsorvezetőként is közreműködött.
Salamon Hugó honosította meg a tehetséggondozó táborokat Tatabányán, s az ő nevéhez fűződik a ma már országos jelentőségű tatai Víz, Zene, Virág Fesztivál elődje, a Várudvari Játékok létrejötte, valamint a tatabányai Kortárs Galéria alapítása. Szintén ő indította útjára a város közkedvelt kulturális programjai - vagy azok elődei - jelentős részét, többek között a Tatabányai Szentivánéji Karnevált, a Társasági Estélyt és a Tatabányai Zenei Estéket.
1999-től szervezetfejlesztési- és projekttanácsadóként működik, komplex fejlesztő programok tervezésével és kivitelezésével is foglalkozik.
1999 és 2001 között projekt tanácsadó, tréning üzletág vezető a Szinergia Projektmenedzsment Kft-nél. 2001-től 2012-ig a KONETT Team-ben partner, tanácsadó-tréner, tréning üzletág vezető.
2012-ben megbízták A Vértes Agorája szakmai vezetésével. Az intézmény Tatabánya és a Tatabányai kistérség kulturális, közösségépítő, közösségfejlesztő, sport és szabadidős lehetőségeit biztosítja szakértő munkatársak együttműködésével.
A Vértes Agorája - ahol az egyetemes és kortárs kultúra értékeinek közvetítése, a helyi alkotók, alkotóműhelyek támogatása, a tehetséggondozás, szórakoztató programok szervezése és a sokrétű információszerzés is helyet kap - a megnyitása óta az országos kulturális szakma figyelmét élvezi. Az intézmény 2014-ben a Minősített Közművelődési Intézmény címet, 2015-ben a Közművelődési Minőség Díjat nyerte el, Salamon Hugó szakmai vezetése alatt. 2017-ben pedig Komárom-Esztergom Megyei Príma Díjjal ismerték el az Agora Nonprofit Kft-t.
A Közszolgálati Egyetem megalakulása óta annak külső trénere, és közreműködik több egyetemi tananyag fejlesztésében.

## Kitüntetései
- Tatabánya díszpolgára (2014)
- Magyar Ezüst Érdemkereszt (2018)
- Illyés Gyula közművelődési életműdíj (2022)